# Rhodoferax ferrireducens
A Rhodoferax ferrireducens egy nemrégiben felfedezett egysejtű, mely a cukor feldolgozásával képes villamos energia előállítására.
A Massachusetts-Amherst Egyetem kutatói figyelték meg, hogy a baktérium a gyümölcsből nyert cukrot képes átalakítani elektromos energiává.
Régebben a baktérium a cukrot 10 százalék hatékonysággal volt képes átalakítani, de ebben az esetben sikerült elérnie – kísérleti körülmények között – a 81%-ot. A baktérium természetes élőhelye a tengeri üledék.
Az így termelt energia jelentős, a gyakorlati problémák megoldása után, a jelenlegi lítiumion-akkumulátorokénál nagyobb – akár 3-4szeres – fajlagos teljesítményű energiaforrás lenne készíthető, tehát telepes táplálású készülékek áramellátására mindenképpen alkalmas. Előnye, hogy az újratöltés nem igényel villamos energiát, mint a közönséges akkumulátor, csak közönséges cukoroldatot.
A bakteriális áramforrás elvileg 17 órán keresztül képes működtetni egy 60W teljesítményű izzólámpát, egy csésze (körülbelül 200 g) cukorral, de kereskedelmi felhasználása még várat magára.
Katonai felhasználására az Egyesült Államok Védelmi Minisztériuma mutat érdeklődést, de a hulladékfeldolgozásban is vannak lehetőségek.